# Slaget vid Olustra
| Ur Erikskrönikan |
| --- |
| Thz war tha folkunga rothe the waro konungenom mest a mothe The striddo mz honom ok wnno sigher ok giordo skadha mykin ok digher J Olustrom stodh thera strid swa stark at erik konunger flydde til danmark konungen ok hans men the flyddo the waro tha flere som knwte lyddo Sidhan wart knuter til konung walder ok liffde ther epter skaman alder |

Slaget vid Olustra var en sammandrabbning under 1200-talets inbördeskrig i Sverige mellan den omyndige kungen Erik Eriksson och rådmannen Knut Holmgersson ("Knut Långe"). Slaget tros ha ägt rum i Olustra i Södermanland, men även Alvastra i Östergötland har nämnts som en möjlig plats.
Enligt Erikskrönikan hade Knut Holmgersson ett antal stormän vid sin sida under slaget. Tre av dessa omnämns med sina förnamn, Karl, Holmger och Harald. Namnet Holmger antyder att detta är Knut Holmgerssons far eller son. Namnet Karl var ett vanligt namn i Bjälboätten men både Karl Döve och Karl Magnusson hade dött några år tidigare. Harald kan ha varit far till Södermanlands lagman Anund Haraldsson.
Efter sin förlust flydde den unge kungen till Danmark där hans morbror Valdemar Sejr var kung. Knut Holmgersson kröntes till kung 1231 men hans tid vid makten blev kort och han dog 1234. Enligt Lunda-annalerna återvände Erik redan 1232 och kunde återta makten senast efter Knut Långes död.